# Pod elektritjeskimi oblakami
Pod elektritjeskimi oblakami (russisk: Под электрическими облаками) er en spillefilm fra 2015 af Aleksej Aleksejevitj German.

## Medvirkende
- Louis Franck som Pjotr
- Merab Ninidze som Nikolaj
- Viktorija Korotkova som Sasja
- Tjulpan Khamatova som Valja
- Viktor Bugakov som Danja